# Actividades Educativas Culturales
Actividades Educativas Culturales (AEC) es una organización prestadora de servicios educativos, que tiene como objetivo facilitar las herramientas para la formación integral de la persona.
Se creó en 1988. Durante bastantes años, A.E.C. ha sido miembro de International Cultural Youth Exchange, dedicando parte de sus recursos al voluntariado y al intercambio cultural en todo el mundo. A.E.C. está comprometida con la identidad Europea y sigue trabajando en el desarrollo de redes europeas alternativas, para mantener su larga experiencia en los programas de intercambio juvenil y en la formación de sus educadores.
A.E.C. ha desarrollado sus actividades en el campo de la infancia, los jóvenes y adolescentes a través de colegios y centros de enseñanza, asociaciones y organizaciones oficiales.
También, A.E.C. ha trabajado con adultos ofreciendo formación, asesoría y consultoría en proyectos, actividades profesionales, medio ambiente, publicaciones, maquetación y edición de manuales y, en general, en el desarrollo de toda clase de herramientas para la formación.
A.E.C. sigue su andadura con el desarrollo de las Nuevas Tecnologías de la información y la comunicación(TIC) junto con el diseño Web y las aplicaciones a través de Internet, para poner al servicio de la educación las últimas novedades en comunicaciones y nuevas tecnologías.
A.E.C. tiene su sede social en Madrid, donde se encuentran los servicios centrales y la oficina de atención al público, que se encuentra en Moratalaz. También tiene oficinas en Asturias (Cadanes - Piloña), Andalucía (Sevilla) y Murcia.